# Lipinia macrotympanum
Lipinia macrotympanum là một loài thằn lằn trong họ Scincidae. Loài này được Stoliczka mô tả khoa học đầu tiên năm 1873.